# Иллис кворум

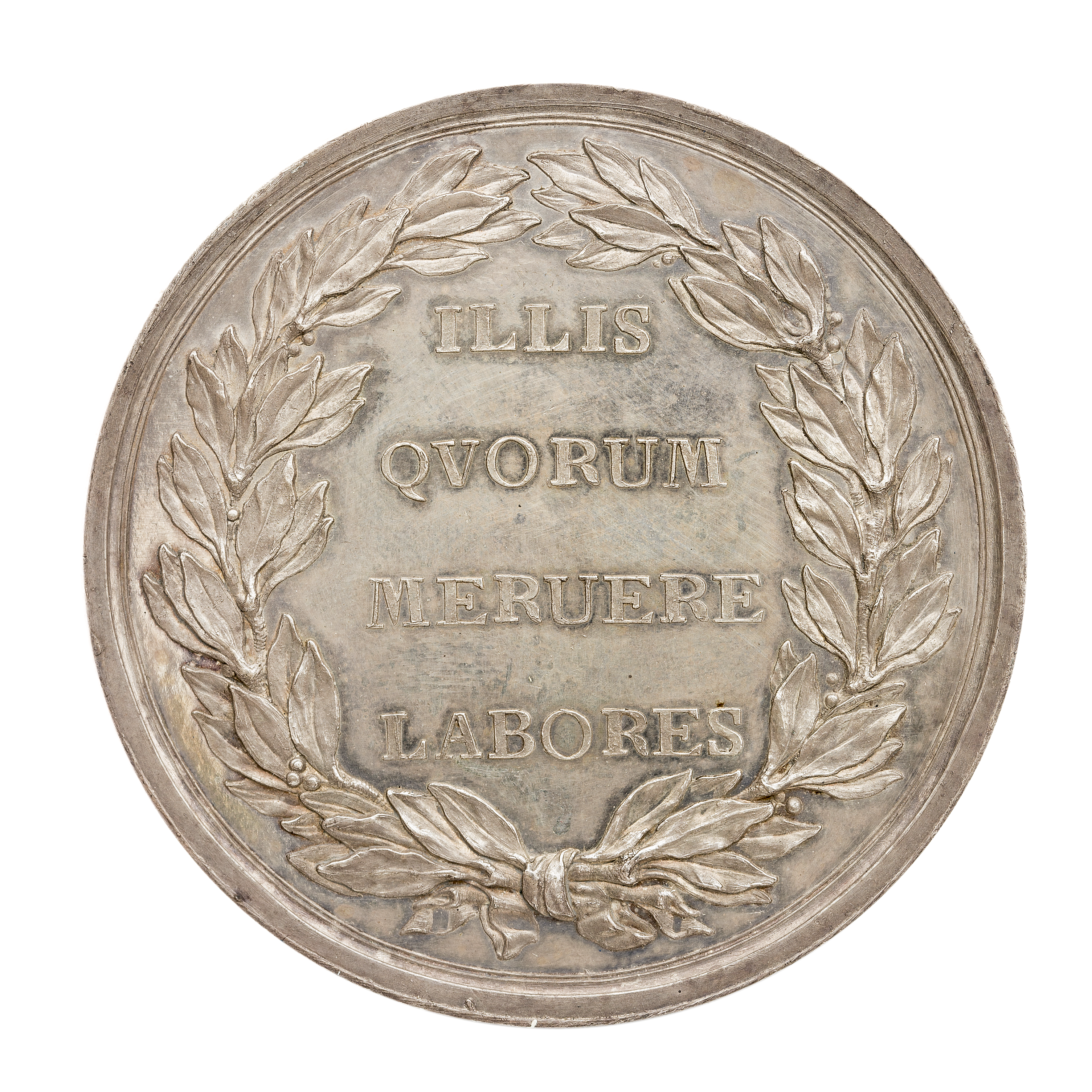
Аверс медали

Иллис кворум (лат. Illis quorum meruere labores, дословно: «Для тех, чьи дела делают их достойными этого») — шведская золотая медаль, вручаемая за выдающиеся заслуги перед шведской культурой, наукой или обществом.

## История
Награда была учреждена в 1784 году указом короля Густава III и впервые присуждена в 1785 году. До 1975 года медаль присуждалась королём Швеции. Ныне награждение осуществляется правительством Швеции, и является высшей государственной наградой, которую правительство может предоставить гражданину Швеции. В среднем медаль получают семь человек в год.
Представляет собой медаль из золота диаметром: 56 мм, 43 мм, 33 мм и 24 мм, которые носят на цепи на шее или на грудной колодке, в зависимости от достоинства награды. Медаль увенчана королевскими коронами, на обратной стороне помещён портрет правящего короля.

## Неполный список награждённых золотой медалью Иллис кворум
В разные годы медалью «Illis quorum» были награждены:
- 1873 — Софья Вилкенс, педагог, пионер в обучении детей с умственной неполноценностью, а также глухонемых учеников
- 1883 — Лея Альборн, медальер
- 1890 — Олин, Карин, учительница, основательница школы в Стокгольме
- 1895 — Софи Адлерспаре, пионер движения по защите прав женщин в Швеции. Основательница и редактор первого скандинавского журнала для женщин
- 1895 — Эмми Раппе, пионер и родоначальник системы обучения медицинских сестёр в Швеции
- 1899 — Эллен Бергман, музыкант и правозащитница
- 1904 — Анна Сандстрём, педагог, реформатор женского образования в Швеции
- 1914 — Юлия Сведелиус, писательница
- 1918 — Анна Витлок, журналистка, педагог-реформатор, суфражистка, феминистка.
- 1920 — Эльза Брендстрём, «ангел Сибири» (нем. Engel von Sibirien), пять раз была кандидатом на получение Нобелевской премии мира
- 1927 — Сельма Лагерлёф, писательница, первая женщина, получившая Нобелевскую премию по литературе (1909)
- 1938 — Грета Адриан, преподавательница физического воспитания.
- 1946 — Найма Сальбом, химик
- 1952 — Рауль Валленберг, дипломат, спасший жизни десятков тысяч венгерских евреев в период Холокоста
- 1978 — Астрид Линдгрен, писательница
- 1979 — Ингрид Бергман, актриса
- 1981 — Биргит Нильссон, оперная певица
- 1985 — Астрид Линдгрен, писательница
- 1986 — Грета Гарбо, актриса
- 1987 — Свен Улоф Андерссон,
- 1988 — Эрик Эриксон, дирижёр
- 1993 — Лассе Лённдаль, певец
- 1994 — Керстин Деллерт, оперная певица
- 1995 — Стен Андерссон, политик
- 1995 — Сверкер Острём, дипломат
- 1995 — Маргарета Крок, актриса
- 1996 — Улоф Лагеркранц, поэт
- 1997 — Рудольф Майднер, экономист
- 2002 — Ула Ульстен, политик
- 2002 — Пер Ангер, дипломат
- 2002 — Илон Викланд, художница
- 2002 — Моника Сеттерлунд, актриса, певица
- 2003 — Алис Бабс, актриса, певица
- 2003 — Биргитта Даль, политик, общественный деятель
- 2005 — Леннарт Юханссон, президент УЕФА в 1990—2007 годах
- 2005 — Янне Шаффер, музыкант
- 2005 — Иегуда Бауэр, историк
- 2009 — Барбру Линдгрен, писательница
- 2010 — Ханс Рослинг, медик, один из основателей Шведского отделения международной организации «Врачи без границ»
- 2010 — Бернт Русенгрен, музыкант
- 2012 — Гунилла Бергстрём, писательница
- 2016 — Ян Элиассон, дипломат, Председатель Генеральной Ассамблеи ООН (2005—2006)